# Macrosteles
Genre
Macrosteles est un genre d'insectes hémiptères de la famille des Cicadellidae.

## Liste des espèces

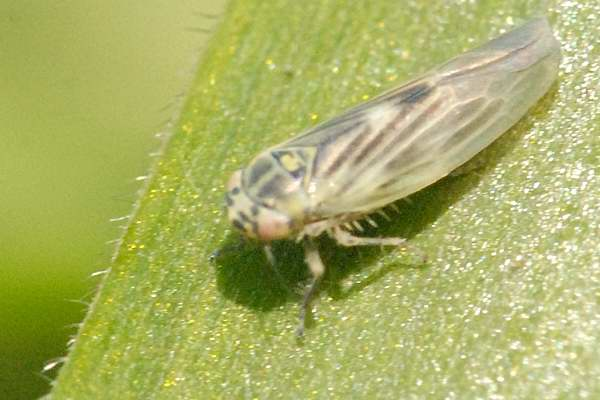
Macrosteles horvathi.
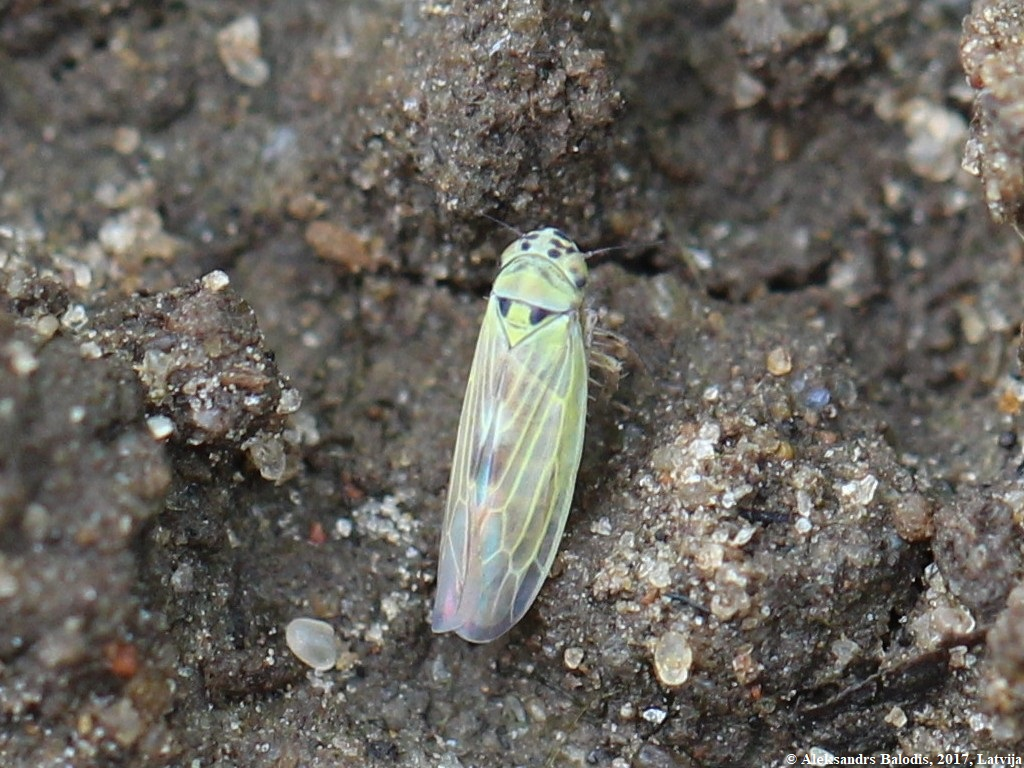
Macrosteles cristatus.
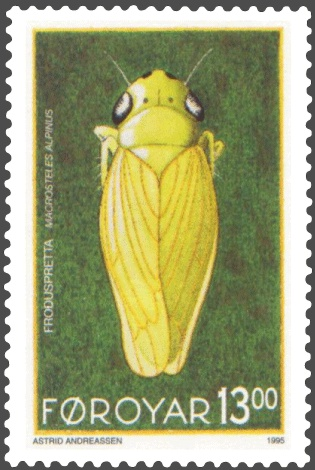
Macrosteles alpinus.
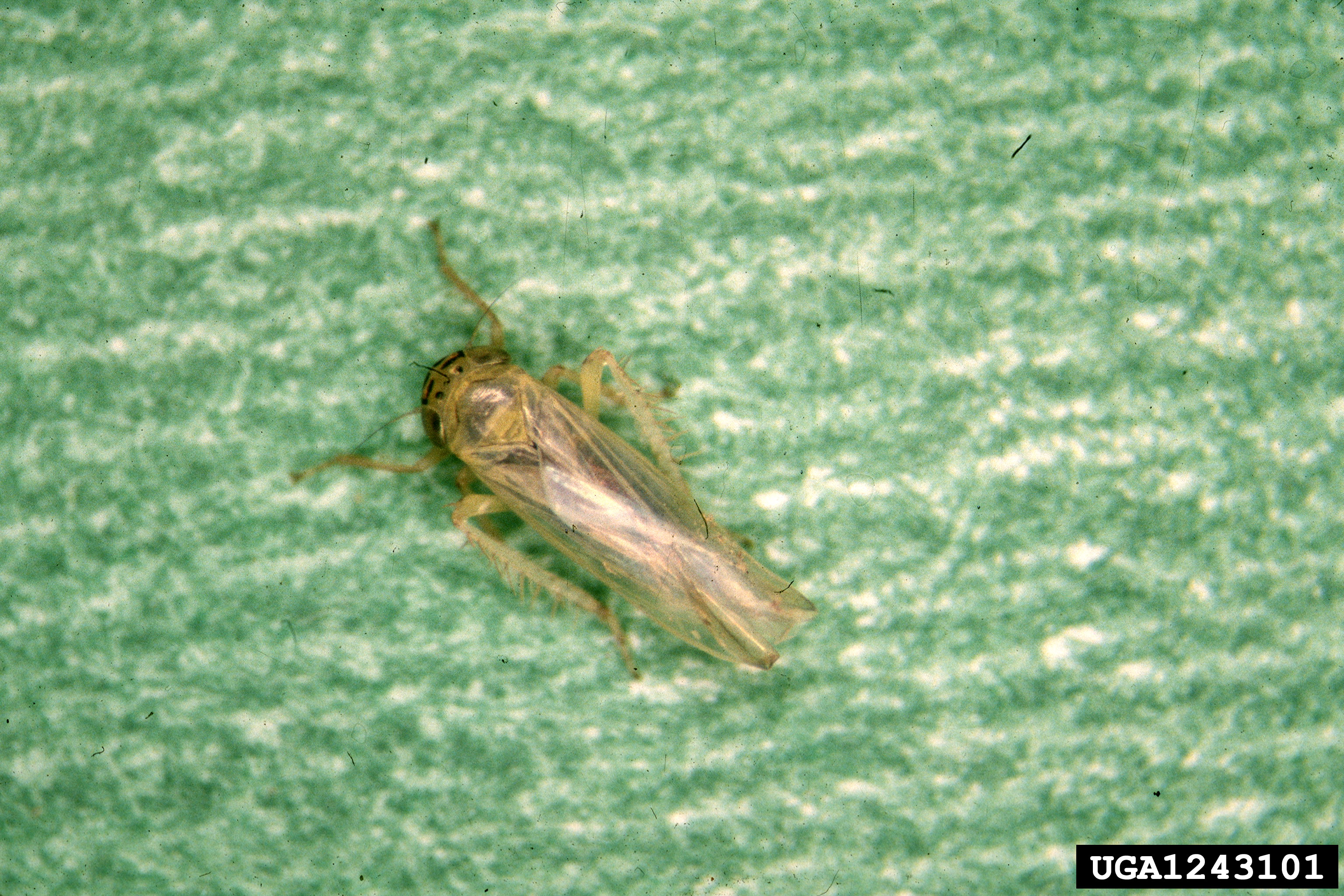
Macrosteles quadrilineatus.

Selon GBIF (1er mai 2021) :
- Macrosteles abludens Anufriev, 1968
- Macrosteles albicostalis Vilbaste, 1968
- Macrosteles alpina Zetterstedt, 1828
- Macrosteles alticola Vilbaste, 1965
- Macrosteles americanus
- Macrosteles artemisiae Matsumura, 1914
- Macrosteles bifurcatus Beirne, 1952
- Macrosteles binotatus
- Macrosteles borealis Dorst, 1931
- Macrosteles brochus
- Macrosteles brunnescens Anufriev, 1968
- Macrosteles brunneus
- Macrosteles buzensis Matsumura, 1902
- Macrosteles chobauti Ribaut, 1952
- Macrosteles choui
- Macrosteles cristata Ribaut, 1927
- Macrosteles curvatus Beirne, 1952
- Macrosteles cyane Boheman, 1845
- Macrosteles divisus Uhler, 1877
- Macrosteles ehensis
- Macrosteles elongatus Beirne, 1952
- Macrosteles empetri Ossiannilsson, 1935
- Macrosteles falcatus
- Macrosteles fascifrons Stål, 1858
- Macrosteles fieberi Edwards, 1889
- Macrosteles flavalis
- Macrosteles forficula Ribaut, 1927
- Macrosteles frontalis Scott, 1875
- Macrosteles fuscinervis Matsumura, 1914
- Macrosteles galeae Hamilton
- Macrosteles gracilis
- Macrosteles guttata Matsumura, 1915
- Macrosteles halophila Horváth, 1903
- Macrosteles harperatus
- Macrosteles heiseles Kuoh, 1981
- Macrosteles heitiacus Kuoh, 1981
- Macrosteles horvathi Wagner, 1935
- Macrosteles huangxionis Kuoh, 1981
- Macrosteles indrinus Pruthi, 1930
- Macrosteles intensa Van Duzee, 1907
- Macrosteles inundatus Hamilton
- Macrosteles jussiaeae Moore & Ross, 1957
- Macrosteles laevis Ribaut, 1927
- Macrosteles lagus Hamilton, 1983
- Macrosteles lepida Van Duzee, 1894
- Macrosteles lineatifrons Stål, 1858
- Macrosteles litoralis Matsumura, 1902
- Macrosteles livida Edwards, 1894
- Macrosteles maculosa Then, 1897
- Macrosteles major
- Macrosteles mallorcae Dlabola, 1974
- Macrosteles nabiae
- Macrosteles nigrifacies Matsumura, 1914
- Macrosteles nubila Ossiannilsson, 1936
- Macrosteles obsoleta Dorst, 1931
- Macrosteles ochreatus Vilbaste, 1980
- Macrosteles oculata Dlabola, 1952
- Macrosteles orientalis Anufriev, 1979
- Macrosteles osborni Dorst, 1931
- Macrosteles oshanini Razvyazkina, 1957
- Macrosteles ossiannilssoni Lindberg, 1954
- Macrosteles pallida Osborn, 1915
- Macrosteles parafalcatus Naveed & Zhang, 2018
- Macrosteles parastriifrons
- Macrosteles permaculatus Lindberg, 1963
- Macrosteles picturatus Rao, 1989
- Macrosteles plicativus Dubovsky, 1970
- Macrosteles potoria Ball, 1900
- Macrosteles purpurea Kuoh
- Macrosteles pygmaeus Vilbaste, 1974
- Macrosteles pythicus Dlabola, 1970
- Macrosteles quadrilineatus Forbes, 1885
- Macrosteles quadrimaculata Matsumura, 1900
- Macrosteles quadripunctulatus Kirschbaum, 1868
- Macrosteles rabaticus Lindberg, 1963
- Macrosteles ramosus Ribaut, 1952
- Macrosteles razvjazkinae Dubovsky, 1966
- Macrosteles salsolae Puton, 1872
- Macrosteles sardus Ribaut, 1948
- Macrosteles septemnotata Fallén, 1806
- Macrosteles severini Hamilton, 1983
- Macrosteles sexnotata Fallén, 1806
- Macrosteles shahidi M.Ahmed, 1986
- Macrosteles skalkahiensis Beirne, 1952
- Macrosteles slossonae
- Macrosteles slossoni Van Duzee, 1893
- Macrosteles snowi
- Macrosteles sordidipennis Stål, 1858
- Macrosteles spinosus Kwon, 2013
- Macrosteles striifrons Anufriev, 1968
- Macrosteles symphorosus Yang
- Macrosteles tesselatus Hamilton, 1983
- Macrosteles tibetensis Dai, Li & Chen, 2008
- Macrosteles urticae Moore & Ross, 1957
- Macrosteles variata Fallén, 1806
- Macrosteles vilbastei Hamilton, 1983
- Macrosteles viridigriseus (Edwards, 1922)

## Systématique
Le nom scientifique complet (avec auteur) de ce taxon est Macrosteles Fieber, 1866.
Macrosteles a pour synonyme :
- Acrostigmus Thomson, 1869